# Domači pes
Domači pès (znanstveno ime Canis lupus familiaris) je štirinožni sesalec iz družine psov, podvrsta volka, ki so jo udomačili pred skoraj 15.000 leti in je bil prva udomačena žival. Od takrat so se psi razširili po vsem svetu in  spremljajo ljudi v večini preteklih ter sedanjih kultur, kot delovne živali, čuvaji, lovski pomočniki ali samo hišni ljubljenčki. Po novejših grobih ocenah šteje celotna svetovna populacija med 700 milijoni in milijardo psov, s čimer so najštevilčnejši plenilci na Zemlji.
Za dejavnosti vzrejanja, vzgoje in neformalnega preučevanja psov se uporablja skupni izraz kinologija, znanstveno pa pse proučujejo zoologi.

## Etimologija besede
Marko Snoj v Slovenskem etimološkem slovarju navaja, da izvor besede iz staroslovanščine ni dokončno pojasnjen. V poskusnem zvezku za Novi etimološki slovar slovenskega jezika pa avtorica Metka Furlan uporablja besedo »pes« kot zgled za osnovno leksikalno enoto, ki je lahko zavajajoča, saj nima zveze s sodobnim pomenom. Po najverjetnejši etimologiji naj bi beseda že v zgodnjem praslovanskem obdobju izšla iz pridevnika v starogrški besedni zvezi pik'-ó-s k(u)ṷṓn v pomenu »pisan pes«.
V slovenščini se beseda uporablja tudi slabšalno, za hudobnega, nasilnega človeka. Poleg tega je vpletena v številne idiome, npr. »biti na psu« (v slabem položaju), »biti kot pes in mačka« (sovražiti se), »kot psa« (kruto ali močno, npr. »pretepsti kot psa« ali »lačen kot pes«), »zvest kot pes« (zelo zvest) idr.

## Telesne značilnosti
Psi so bili skozi tisočletja, predvsem pa zadnjih nekaj stoletij, selektivno križani in vzgajani za različna vedenja, fizične lastnosti in zmožnosti čutil. Rezultat je največja raznolikost telesne zgradbe znotraj iste vrste med živalmi sploh. Že razpon velikosti je izjemen: najmanjši znani pes je bil jorkširski terier, ki je kot odrasel dosegel manj kot 10 cm v dolžino ter tehtal zgolj 113 g. Na drugi strani so zelo velike pasme, kot so angleški mastifi, ki lahko presegajo 100 kg teže, najvišji znani pes pa je bil nemška doga Zeus z 1,2 m plečne višine.
Osnovna telesna zgradba izhaja iz njihovih divjih volčjih prednikov. Psi so plenilci in mrhovinarji, ki imajo močno mišičje, zraščene kosti v zapestju, srčnožilni sistem, ki je v osnovi prilagojen tako za eksplozivno aktivnost kot za vzdržljivost, ter zobovje za grabljenje in trganje. Druge biološke osnove delovanja organizma, kot so fizična eksplozivnost/vzdržljivost in celo zgradba okostja in mišičja, ki določata način premikanja, pa se med pasmami precej razlikujejo. V primerjavi z danes živečimi volkovi in drugimi vrstami psov imajo proporcionalno manjšo lobanjo ter zobovje. Obstaja domneva, da so povešena ušesa nekaterih pasem posledica atrofiranih žvekalnih mišic.
Pasji kožuh sestavljata en ali dva tipa dlake: krovna dlaka je iz trdih, dolgih ščetin, ki odbijajo vodo in blato, poleg nje pa imajo nekatere (predvsem severneje vzrejene) pasme še podlanko iz kratkih, mehkih dlak za toplotno izolacijo. Nekateri psi izkazujejo ostanek osnovne obarvanosti s temnejšo dlako na hrbtu in svetlejšo na trebuhu, kar je pogost kamuflažni vzorec v naravi, ki zmanjšuje vidljivost. Pri mnogih pasmah pa barvo kožuha strogo selekcionira človek z vzrejnimi standardi, zato je raznolikost tudi tu ogromna; barvo in vzorce obarvanosti določa sedem znanih in več neznanih genov s po dvema ali več aleli, posledično je dedovanje obarvanosti pri psih zapleteno. Sama koža je debelejša od volčje.

## Fiziologija
Psi imajo v splošnem višjo stopnjo bazalne presnove kot ljudje, ki pa je močno odvisna tudi od velikosti posameznega psa. Njihova normalna telesna temperatura je v povprečju 38,9 ºC, srčni utrip 70 do 120 na minuto in dihanje 18 do 34 vdihov na minuto.

### Prehrana
Kljub temu, da so potomci volkov in jih uvrščamo med zveri, so domači psi fiziološko vsejedi v večji meri kot mačke. Imajo daljše prebavilo in za razliko od mačk zaznavajo enostavne sladkorje, kakršni so v naravi prisotni v sadju. Različne skupine pasem imajo različne preference, kar verjetno odraža dolgo obdobje selekcije ob hrani, ki jo je preskrbel človek. Posledično imajo večjo sposobnost presnove škroba kot volkovi. Fiziološko gledano lahko psi velik del hranil pridobijo s hrano rastlinskega izvora in meso ni absolutna zahteva tako kot pri mačkah, tako da lahko brez težav jedo raznoliko hrano, vključno z žiti in zelenjavo. Na izbiro hrane posameznega psa pa vplivajo tudi njemu lastne izkušnje. Mnogo psov preferira manjše število velikih obrokov, kar verjetno odraža prilagojenost pasjih prednikov, ki so lovili velik plen v tropih in je bila dostopnost hrane izrazito neenakomerna. Tudi po tem se razlikujejo od mačk, katerih predniki so lovili številčnejši majhen plen. V praksi pa se pri različnih pasmah izraža širok razpon prehranjevalnega vedenja, od prenažiranja vedno ko je hrana na voljo, do tako izrazite »izbirčnosti«, da ima lastnik težave z vzdrževanjem zdrave telesne teže psa.

### Čuti

#### Voh in okus
Vohljanje, s katerim pes izboljša zaznavo, se razlikuje od normalnega vzorca dihanja, sestavlja ga serija kratkih vdihov in izdihov. Nosna votlina je zgrajena tako, da se zrak usmeri proti vohalnemu epitelu. Zaznavo izredno nizkih koncentracij molekul še izboljšajo žepi v epitelu, kjer se te molekule nalagajo ob vsakem vdihu ne da bi jih pes sproti izdihal. Psi so znani po svojem izredno ostrem vohu, saj igrajo vonjave več pomembnih vlog v pasjem življenju. Pasji predniki so se zanašali predvsem na voh pri lovu na plen, poleg tega pa imajo vonjave ključno vlogo pri interakcijah med psi. Okrog 1000 različnih kemoreceptorjev posreduje signale v možgane, ki vzorec zaznanih snovi interpretirajo kot vonj. V nosu imajo povprečno 125 do 220 milijonov receptorjev, kar je petindvajsetkrat toliko kot človek, nekatere pasme, ki so selekcionirane za oster voh, npr. pes sv. Huberta (bloodhound), pa še bistveno več. Vlažen smrček (rhinarium) služi za določanje smeri zračnega toka, ki nosi vonj. Receptorji za mraz v koži so občutljivi na hlajenje, ki ga povzroča izhlapevanje vode, to pa je intenzivnejše na strani, s katere prihaja zrak.
Okus je slabše raziskan in močno povezan z vohom. Pes ima pet različnih tipov čutnic za okus, od katerih je verjetno umami zelo pomemben zaradi prehrane, bogate z beljakovinami. Za razliko od človeka in večine ostalih sesalcev psi niso občutljivi na slano, kot plenilci so namreč manj podvrženi tveganju za pomanjkanje natrija. Kakovost prehrane namesto tega zaznavajo kot razmerje različnih aminokislin in nukleotidov, kar je dodatna prilagoditev na pretežno mesno hrano. Po pomembnosti voh toliko prevladuje nad okusom, da je možno psa z umetnim dodajanjem vonjave pripraviti do tega, da poje nekaj, česar sicer ne mara.

#### Sluh
Razpon frekvenc, ki jih lahko zazna pasje uho, je približno 40 do 60.000 Hz, torej lahko pes sliši mnogo višje frekvence od človeka. Poleg tega jim zelo gibljivi uhlji omogočajo hitro določanje smeri, iz katere prihaja zvok, ter skoraj štirikrat natančnejše razločevanje zvokov, ki prihajajo iz različnih smeri, kot človek. Sluh je občutljivejši od človeškega, predvsem pri visokih frekvencah, najbolj občutljivo območje je med 5 in 8 KHz.
Občutljivost na visoke frekvence povezujejo s komunikacijo med materjo in mladiči. Pravkar skoteni mladiči oddajajo ultrazvočne klice, ki so zaradi dušenja visokih frekvenc v zraku nezaznavni na večje razdalje, kar poveča varnost.

#### Vid
Pasji vid je prilagojen za učinkovitost pri lovu, zato psi izredno dobro zaznavajo premikajoče objekte, tudi na dolge razdalje. Psi zaznajo utripanje slike vsaj do frekvence 60 na sekundo, kar je več od človeka, je pa ostrina pasjega vida približno dvainpolkrat slabša kot pri človeku. Podobno kot večina drugih sesalcev imajo psi dva tipa čepnic za zaznavanje barve, zaradi česar imajo barvni vid enakovreden rdeče–zeleni barvni slepoti pri človeku. Kljub temu se podnevi bolj zanašajo na barvo kot na svetlost, čeprav je lahko informacija o barvi s samo dvema tipoma receptorjev nezanesljiva. Še ena pomembna značilnost je odsevna plast (tapetum lucidum), ki izboljša zbiranje svetlobe v polmraku, kar je ravno tako prilagoditev na način lova.

### Zdravje
Psi so dovzetni za številne zdravstvene težave, nekatere od njih so podobne človeškim. Od bolezni, ki jih povzročajo virusi, mikroorganizmi in večji zajedavci, so pogostejše hepatitis, leptospiroza, parvoviroza in steklina, okužba z glistami, trakuljami, bolhami ter garjami ipd. Nekateri od patogenov lahko okužijo tudi človeka - te bolezni, ki se prenašajo s psov na ljudi (zoonoze), lahko zaradi razširjenosti psov predstavljajo javnozdravstven problem.
Zdravstvene težave včasih zaostruje sodobna kinologija, ki s pasemskimi standardi in promocijo na pasjih razstavah izpostavlja predvsem videz in vedenje pasemskih psov. Da bi dosegli želeni izgled rejci izvajajo prakse, kot sta parjenje v sorodstvu in pogosto parjenje »idealnih« predstavnikov pasme, ki povečujejo verjetnost za širjenje prikritih dednih okvar. Videz je lahko tudi neposreden povzročitelj težav; med najočitnejšimi primeri je kavalir kralja Karla, kjer je selekcija za majhno glavo in strmo čelo privedla do siringomielije, resne okvare živčevja, ki je posledica premajhne lobanje in je zelo pogosta pri tej pasmi. Med pasmami, ki so najbolj obremenjene z dednimi okvarami, so običajno najpopularnejše pasme, kot so nemški ovčar, bokser in pritlikavi koder. Po drugi strani natančno vodenje rodovnikov in razvit sistem veterinarske oskrbe v zahodnem svetu pomaga pri preučevanju genetike teh okvar, ki služijo kot model za človeške. Za pse je znanih nekaj sto dednih obolenj, od katerih ima več kot polovica klinične znake zelo podobne človeškim, več deset pa je takih, kjer je molekularni mehanizem celo popolnoma enak.

#### Življenjska doba
Psi imajo krajšo življenjsko dobo od ljudi. Čez palec je eno leto pasjega življenja enakovredno 10 do 12 človeških let v prvih dveh letih, potem pa 4 človeška leta za vsako nadaljnje. Dejanska življenjska doba je močno odvisna od telesne velikosti, zdravja in predispozicij, pri čemer manjše pasme praviloma živijo dlje od večjih. Gledano v celoti je srednja življenjska doba psov malo nad 10 let, razdeljeno po pasmah pa najbolj dolgožive pasme dočakajo več kot dvakrat tolikšno starost kot tiste najmanj dolgožive. Med slednje sodijo irski volčji hrt, bernski planšarski pes in buldog, ki običajno dočakajo manj kot 8 let, na drugi strani pa so pasme, kot sta šiperka in pritlikavi koder, ki običajno dočakajo 16 let ali celo več. Mešanci živijo nekoliko dlje od pasemskih psov, če upoštevamo povprečje vseh pasem, vendar predstavniki nekaterih pasem običajno dosežejo bistveno višjo starost od povprečnega mešanca.

## Izvor in udomačitev psa
Mnogi starejši avtorji so bili na podlagi raznolikosti današnjih pasjih pasem mnenja, da je pes nastal s križanjem več sorodnih vrst iz družine psov. Med njimi sta bila tudi začetnik teorije evolucije Charles Darwin in avstrijski etolog Konrad Lorenz, ki je sklepal, da sta prednika domačega psa volk in šakal. Danes uveljavljeno mnenje, ki ga podpirajo rezultati genetskih analiz, je, da se je domači pes razvil iz majhne skupine volkov, udomačenih pred okoli 15.000 leti.
Ni natančno znano, kako je potekala udomačitev psa. Mogoče pa je, da so bili psi tisti, ki so storili prvi korak. Namreč, če so začeli divji psi, ki so bili dovolj majhne vrste, da niso bili nevarni, zahajati v človekova taborišča, so lahko pobirali odpadke in zavržene kosti. Tako so jih ljudje najbrž prenašali, ker so tako čistili njihovo okolico. Možno je, da so jih začeli božati, se jim približevati in jih nato udomačiti kot pse čuvaje in spremljevalce. Čuvanja čred so ga lahko naučili šele, ko je napredovalo kmetijstvo. Ali drugače: psi so sledili pametnejši vrsti v upanju, da bodo dobili kaj od plena. 
Prve ostanke domačega psa so odkrili v mezolitskih najdiščih na različnih krajih. Zdi se, da je bila najzgodnejša evropska pasma precej majhna in bi se po obliki na splošno dala še najbolj primerjati z današnjim čovčovom. 
Mnoge pasme izvirajo iz majhnega števila živali, zaradi česar prihaja do parjenja v sorodstvu. Posledica so različne dedne (genetske) bolezni, ki so pogoste pri nekaterih pasmah, na primer displazija kolkov (zlasti pri nemških ovčarjih), epilepsija, ataksija, okuloskeletalna displazija in druge.

## Taksonomija
Domačega psa je znanstveno opisal že utemeljitelj sodobne biološke klasifikacije Carl Linnaeus v svojem delu Systema naturae leta 1753, kot vrsto z imenom Canis canis, po latinski besedi za psa. V rod Canis je poleg tega uvrstil lisico in volka. Kasnejša izdaja dela iz leta 1758 vrste Canis canis ne vsebuje, poleg lisice in volka namesto tega navaja v rodu Canis še zlatega šakala (Canis aureus) in več vrst, ki veljajo danes za sinonime domačega psa, med njimi C. aegyptius (goli pes), C. aquaticus (»vodni pes«, sem sodijo šarivci in nekateri prinašalci) in C. mustellinus (jazbečar). Dve od teh imen so njegovi sodobniki uporabljali za psa kot vrsto: Canis familiaris in v manjši meri Canis domesticus.
V 1990. letih je vzpon molekularne biologije omogočil genetsko analizo sorodnosti. Študija družine psov iz leta 1993 je razkrila, da se domači pes od volka razlikuje samo v 0,2 % sekvenc mitohondrijske DNK, v primerjavi z volkovim najbližjim divjim sorodnikom, kojotom, kjer je razlika 4 %. Zato so avtorji referenčnega dela Mammal Species of the World psa še istega leta opredelili kot podvrsto volka, z imenom Canis lupus familiaris, namesto kot vrsto, kot je veljalo dotlej. Staro ime je še vedno sprejemljivo v arheologiji, zaradi nesoglasij pri poimenovanju divjih in udomačenih podvrst.

### Pasme
Razvrstitev kinologov na pasme in skupine pasem je nesistematična, saj deli pse predvsem po videzu in funkciji namesto po sorodnosti. Pasme se genetsko razlikujejo med seboj in tudi po tej plati je domači pes ena najbolj raznolikih vrst domačih živali. Sodeč po eni genetski analizi tvorijo pasme štiri glavne razrede ali »tipe«: to so t. i. »psi starega sveta« (npr. malamut in šarpej), »mastifski« tip (npr. angleški mastif), »ovčarski« tip (npr. borderski ovčar) in »vsi drugi« (tudi »sodobni« ali »lovski« tip), novejša analiza z vključenimi še več pasmami pa je razkrila še peti, »gorski tip« (del mastifov in španjelov). Za več pasem, kakršna je denimo faraonski pes, velja med ljubitelji in rejci prepričanje, da so starodavne, vendar genetske značilnosti razkrivajo, da na stare upodobitve spominja samo videz, ki je bil dosežen razmeroma pred kratkim s križanjem različnih pasem.
Poznanih je več delitev pasjih pasem, v Evropi se največ uporablja delitev Mednarodne kinološke zveze.
- goniči, krvosledci: istrski gonič, zajčar/beagle, baset, lisičar, drever, grifon, barvar,...
- prinašalci: zlati prinašalec, labradorec, gladkodlaki prinašalec, kodrasti prinašalec,...
- terierji: airedalec, foksterier, bulterier,...
- jazbečarji: brak jazbečar, kunčar,...
- ptičarji: seter, poenter, žimavec, resavec, vižla, münsterlandec, bradač, jerebičar, prepeličar,...
- šarivci, vodni psi: koker španjel, petelinar, prepeličar, vodni pes, barbet,...
- špici, polarni psi: basenji, veliki špic, mali špic, lajka, losovec, medvedar, grebenar, čovčov, eskimec, grenlandec, samojed, haski, malamut,...
- pinči, šnavcerji: doberman, pinč, šnavcer,...
- prapsi, hrti: jelenar, faraonski hrt, grey hound, podengo, afganec, borzoj, basenji, saluki, novogvinejski dingo,...
- pastirski psi, čuvaji: kraški ovčar, škotski ovčar, beli švicarski ovčar, kuvaš, komondor, pembroke, bobtajl, puli, briard, nemški ovčar, volčjak, koli, govedar, planšarski pes, šarplaninec, kardigan, čuvaj, srbski obrambni pes, anatolski ovčar,...
- doge, mastifi: nemška doga, bokser, buldog, mastif, rotvajlec, landseer, karabaš, šarpej, bulmastif, bernardinec, novofundlandec,...
- družni psi: dalmatinec, koder, pudelj, metuljček, španjel, pekinžan, goli pes, levček, šihcu, maltežan, bolonjec, bišon, čivava, mops,...

## Galerija psov v umetnosti
- Starogrška slika na keramiki prikazuje vrnitev lovca in njegovega psa. Izdelano v Atenah med 550-530 pred našim štetjem, najdeno na Rodosu.
- Jezdeci in psi. Starogrška hidrija (posode za prenašanje vode), ca. 510–500 pr. n. št., iz mesta Vulci. Muzej Louvre, Pariz.
- William McElcheran Cross Section- psi v podzemni postaji v Torontu
- Detajl The Imperial Prince and his dog Nero, avtor Jean-Baptiste Carpeaux, 1865, marmor. Fotografirano v Musée d'Orsay.
- Lesorez iz The history of four-footed beasts and serpents, avtor Edward Topsell, 1658